# Lois Xosé Pereira
Lois Xosé Pereira (Lugo, 1965) és un escriptor gallec.
Professor de llengua i literatura gallegues en un institut, es revelà com a escriptor en guanyar el Premi Xerais 1985 amb la novel·la As horas de cartón, que va rebre el Premi de la Crítica espanyola l'any següent. També ha publicat A vida vexetal (1992).